# الغواصة الألمانية يو-3001
غواصة يو-3001 غواصة يو بوت ألمانية من الفئة الواحدة والعشرون بنيت لسلاح بحرية ألمانيا النازية كريغسمارينه، في أحواض إيه جي فيزر في بريمن خلال الحرب العالمية الثانية.